# Novanex
Novanex Automation N.V. is een voormalige Nederlandse fabrikant van versterkers, geluidsboxen, mengpanelen, gitaarversterkers en effectapparatuur. Het bedrijf was opgericht door Robert Laupman en was gevestigd aan de Nieuweweg in Wijchen.
Novanex is eind jaren zeventig begonnen uit hobby en interesse in elektronica. Vooral in de beginjaren was het een opzienbarend merk vanwege de voor die tijd uitgebreide mengpanelen, maar vooral omdat het bedrijf vanaf het begin geloofde in het principe van de actieve luidsprekerbox. Hierbij is de versterker ingebouwd in de luidsprekerbox.
Dit principe werd met maar enkele uitzonderingen tot het eind volgehouden. In de beginperiode werden voornamelijk Philips luidsprekers gebruikt; later ook Fane acoustics en IREL luidsprekers.

Ook stammen uit deze beginperiode de mengpanelen en gitaarversterkers met grote gekleurde knoppen, en de onder muzikanten zeer bekende PLM-50n actieve monitor box van 50 watt met een 12 inch dubbelconus luidspreker van Philips.
De naamgeving van Novanex-luidsprekerboxen is eenvoudig. Het getal in de naam staat namelijk voor het vermogen van de luidsprekerbox. Zo is de L-100, 100 watt, en de L-250, 250 watt. Dit geldt ook voor veel gitaar-, bas-, en keyboardversterkers; zo is de straight-hundred 100 watt. Echter de PG-82 is geen 82 watt.
Novanex is vooral bekend van de L-500, een grote luidsprekerbox met een opmerkelijk uiterlijk; deze luidspreker had namelijk twee luidsprekers van 15 inch (ongeveer 38 centimeter) met een dubbele conus en vier kleine hogetonenhoorntjes. Deze luidspreker is dan ook vele jaren geproduceerd en is nu nog steeds in trek bij drive-in-discotheken en bandjes.
Dat Novanex ook bij deze luidsprekerbox vooruitstrevend was blijkt uit het feit dat de L-500 drie versterkers ingebouwd had, namelijk voor iedere 15 inch conus één van 200 watt en voor de vier hogetonenhoorntjes één van 100 watt. Deze werden aangestuurd met een ingebouwd actief tweewegfilter.
In Nederland werd over Novanex altijd neerbuigend gedaan, terwijl het zeker in Frankrijk een erg bekend merk was. Dit zal voor een deel te wijten zijn aan het feit dat veel drive-in discotheken en kermisexploitanten Novanex gebruikten en dat zelfs nu nog doen.

Inmiddels wordt Novanex steeds steeds meer gewaardeerd als vintage versterker, in verband met zijn unieke geluid en uitstraling.